# Oberon (Mond)
Oberon (auch Uranus IV) ist ein Mond des Uranus und der zweitgrößte sowie der äußerste der fünf großen Monde des Planeten Uranus. Er ist der zehntgrößte Mond im Sonnensystem.

## Entdeckung
Oberon wurde am 11. Januar 1787 zusammen mit Titania als erster und zweiter Uranusmond vom Kurhannoverianischen Astronomen Wilhelm Herschel mit seinem selbstgebauten Spiegelteleskop in Slough (Großbritannien) entdeckt. Herschel hatte rund sechs Jahre zuvor den Uranus entdeckt. Er gab die Entdeckung der beiden Monde nach der Sicherstellung der Bahnparameter am 9. Februar 1787 bekannt und beobachtete das System von 1790 bis 1796 weiter. Herschel gab später die Entdeckung weiterer vier Uranusmonde an, die sich später jedoch als nicht existent erwiesen. Fast 50 Jahre lang nach dieser Entdeckung wurden Oberon und Titania durch kein anderes Teleskop außer dem von Herschel mehr beobachtet.

## Benennung
Der Mond erhielt den Namen nach dem Elfenkönig Oberon aus William Shakespeares Sommernachtstraum. Oberon war der Ehemann von Titania.
Alle Monde des Uranus sind nach Figuren von Shakespeare oder Alexander Pope benannt. Die Namen der ersten vier entdeckten Uranusmonde (Oberon, Titania, Ariel und Umbriel) wurden 1852 von John Herschel, dem Sohn des Entdeckers, auf Nachfrage von William Lassell, der ein Jahr zuvor Ariel und Umbriel entdeckte, vorgeschlagen.
Ursprünglich wurde Oberon als „der zweite Satellit von Uranus“ bezeichnet, und 1848 erhielt der Mond von Lassell die Bezeichnung Uranus II, obwohl er manchmal Herschels Nummerierung Uranus IV verwendete. 1851 nummerierte Lassell die bislang bekannten Monde nach den Abständen zum Mutterplaneten neu, und seither wurde Oberon definitiv als Uranus IV bezeichnet.

## Umlaufbahn
Oberon umkreist Uranus auf einer prograden, fast perfekt kreisförmigen Umlaufbahn in einem mittleren Abstand von rund 583.500 km (ca. 22,830 Uranusradien) von dessen Zentrum, also rund 558.000 km über dessen Wolkenobergrenze. Die Bahnexzentrizität beträgt 0,0014, die Bahn ist 0,07° gegenüber dem Äquator von Uranus geneigt.
Die Umlaufbahn des nächstinneren Mondes Titania ist im Mittel 147.000 km von Oberons Orbit entfernt. Oberon ist der äußerste reguläre Uranusmond; außerhalb seiner Bahn klafft eine große Lücke zu den von 1997 bis 2003 entdeckten irregulären Uranusmonden, wovon der innerste, Francisco, eine mittlere Entfernung von etwa 3.700.000 km aufweist.
Oberon umläuft Uranus in 13 Tagen, 11 Stunden und 7 Minuten.
Oberons Umlaufbahn liegt teilweise außerhalb der Magnetosphäre von Uranus. Dadurch wird seine Oberfläche direkt vom Sonnenwind getroffen. Dies ist sehr wichtig, da die nachfolgenden Halbkugeln (Hemisphären) von atmosphärenlosen Monden dadurch unter ständigem Beschuss von magnetosphärischem Plasma sind, das mit dem Planeten mitrotiert. Dies kann zu einer Verdunkelung der nachfolgenden Hemisphäre führen, die bisher bei allen Uranusmonden außer bei Oberon beobachtet werden konnte.
Da Oberon wie Uranus die Sonne relativ zur Rotation praktisch auf der Seite umkreist, zeigt seine Nord- bzw. Südhemisphäre zur Zeit der Sonnenwende entweder direkt zur Sonne oder von ihr weg, was zu extremen jahreszeitlichen Effekten führt. Das bedeutet, dass die Pole von Oberon während eines halben Uranusjahres von 42 Jahren in permanenter Dunkelheit liegen oder von der Sonne beschienen werden. Während der Sonnenwende steht die Sonne daher nahe dem Zenit über den Polen. Während des Voyager 2-Vorbeifluges im Jahr 1986, der sich fast zur Sonnenwende ereignete, zeigten die Südhemisphären von Uranus und seinen Monden in Richtung Sonne, während die Nordhemisphären in völliger Dunkelheit lagen. Während des Äquinoktiums, bei dem sich die Äquatorebene mit der Richtung zur Erde kreuzt und das sich ebenfalls alle 42 Jahre ereignet, sind gegenseitige Bedeckungen der Uranusmonde und Sonnenfinsternisse auf Uranus möglich. Eine Reihe dieser raren Ereignisse fand zuletzt 2007 bis 2008 statt; Umbriel wurde von Oberon am 4. Mai 2007 während etwa sechs Minuten bedeckt.
Gegenwärtig besitzt Oberon keine Bahnresonanz mit anderen Monden, und nach gegenwärtigem Wissensstand auch nicht in seiner Vergangenheit, was einen großen Gegensatz zu den vier inneren großen Nachbarn darstellt.

## Physikalische Eigenschaften

### Größe
Oberon hat einen Durchmesser von rund 1523 km. Er ist damit der zweitgrößte Uranusmond und etwa 55 km kleiner ist als der größte Mond Titania. Darüber hinaus ähneln sich die beiden Monde auch in anderen physikalischen Eigenschaften stark, wobei Oberon mit einer mittleren Dichte von 1,56 g/cm3 nochmals etwas leichter ist als seine „Schwester“. Sie zeigen auch verschieden große Spuren von geologischer Aktivität.
Von der Größe her ist Oberon am ehesten mit Titania oder den Saturnmonden Rhea und Iapetus zu vergleichen. Von dem gesamten Mond konnte durch Voyager 2 bisher nur etwa 40 %, vorwiegend die Südhemisphäre – wie bei allen Uranusmonden – näher erforscht werden.
Die Gesamtfläche von Oberon beträgt etwa 7.285.000 km2, dies ist etwas weniger als die Fläche von Australien ohne den Bundesstaat Victoria.

### Innerer Aufbau
Oberon besitzt eine mittlere Dichte von 1,63 g/cm3 und seine Albedo beträgt 0,23 das heißt 23 % des eingestrahlten Sonnenlichts werden von der Oberfläche reflektiert. Die geringe Dichte und die Albedo lassen vermuten, dass Oberon aus etwa 50 % Wassereis, 30 % silikatischem Gestein und 20 % Kohlenstoffverbindungen und Stickstoffverbindungen sowie weiteren schweren organischen Verbindungen zusammengesetzt ist. Das Verhältnis von Wassereis zu Gestein steht im Einklang mit den anderen größeren Monden des Uranus.
Die Präsenz von Wassereis wird durch infrarote spektroskopische Untersuchungen von 2001 bis 2005 gestützt, die kristallines Wassereis auf Titanias Oberfläche zum Vorschein brachte. Dieses scheint auf Oberons nachfolgender Hemisphäre stärker vertreten zu sein; dies ist ein großer Gegensatz zu den anderen großen Uranusmonden, die auf der führenden Hemisphäre den größeren Anteil haben. Der Grund dafür ist unbekannt, doch hat es möglicherweise mit dem Umformen der Oberfläche durch Aufsammeln kleiner Partikel zu tun, wie es gewöhnlich auf führenden Hemisphären vorkommt („Impact gardening“). Einschläge von Mikrometeoriten tendieren zur Kathodenzerstäubung von Wassereis, die dunkle Rückstände auf der Oberfläche zurücklassen. Das dunkle Material selbst entstand durch Ausgasungsprozesse von in Eis als Gashydrat eingeschlossenem Methan oder Verdunkelung durch Ausströmung von anderem organischem Material.

### Ozean
Oberon ist womöglich ein differenzierter Körper mit einem Gesteinskern und einem Mantel aus Wassereis. Wäre dies der Fall, würde der Durchmesser des Kerns 960 km betragen, was 63 % des gesamten Durchmessers entspricht, sowie einer Kernmasse von 54 % der Gesamtmasse – diese Parameter werden durch die Zusammensetzung des Mondes vorgegeben. Der Druck im Zentrum von Oberon beträgt etwa 5 kbar. Der gegenwärtige Status des Eismantels ist noch unklar. Falls das Eis genügend den Gefrierpunkt von Wasser senkende Substanzen wie Salz oder Ammoniak enthält, könnte zwischen Kern und Eismantel von Oberon möglicherweise ein unterirdischer Ozean wie auf dem Jupitermond Europa existieren.

### Oberfläche
Im Gegensatz zu den Unebenheiten auf Titania, die von Gezeitenkräften stammen, lässt die verkraterte Eisoberfläche von Oberon nur wenig Aktivität vermuten. Er ähnelt damit sehr stark dem Mond Umbriel, der jedoch im Durchmesser rund ein Viertel kleiner ist. Auf der südlichen Hemisphäre zeigen sich große Verwerfungen, die die Oberfläche kreuzen. Dies könnte auch auf eine geologische Aktivität früh nach seiner Entstehung hinweisen.
Aufnahmen der Raumsonde Voyager 2 zeigten eine von Kratern übersäte, vereiste Oberfläche, die offensichtlich sehr alt ist und nur wenig geologische Aktivitäten aufweist. Sowohl die Anzahl als auch die Ausmaße der Krater sind auf Oberon viel höher als auf Titania oder Ariel. In vielen Kratern finden sich auf dem Boden Ablagerungen einer noch unbekannten, dunklen Substanz. Einige der Krater zeigen helle Schimmer von ausgestoßenem Material, ähnlich wie auf dem Jupitermond Kallisto.
Von den großen Uranusmonden ist Oberon nach Umbriel der zweitdunkelste. Die Oberfläche zeigt je nach Beleuchtungswinkel große Helligkeitseffekte; die Reflektivität von 0,31 bei einem Phasenwinkel von 0° sinkt rapide auf 0,22 bei etwa 1° ab. Die sphärische Albedo liegt bei relativ niedrigen 0,14.
Die Oberfläche von Oberon erscheint allgemein in einem roten Farbton, mit Ausnahme der relativ frischen hellen Ablagerungen, die in einem neutralen Grau bis bläulich erscheinen. Oberon besitzt die roteste Oberfläche aller großen Uranusmonde. Es scheint eine kleine Dichotomie der führenden und der folgenden Hemisphäre zu existieren; die führende erscheint etwas rötlicher, da sie mehr dunkles rotes Material enthält. Die Rotfärbung von Oberflächen wird oft durch Weltraum-Erosion verursacht, die durch das Bombardement geladener Teilchen und Mikrometeoriten im Zeitraum der ganzen Geschichte des Sonnensystems entsteht. Die farbliche Asymmetrie auf Oberon entstand jedoch wahrscheinlich durch die Akkretion von rötlichem Material aus dem äußeren Uranussystem, möglicherweise von irregulären Monden, das sich vorwiegend auf der führenden Hemisphäre niederschlagen würde.
Die mittlere Oberflächentemperatur beträgt etwa −200 °C (70 K). Die Schwerebeschleunigung an der Oberfläche beträgt 0,332 m/s2; dies entspricht rund 3,5 Prozent der irdischen. Auf Oberon wurden keine Hinweise auf eine Atmosphäre oder ein Magnetfeld gefunden.
Auf der bisher bekannten Oberfläche haben Wissenschaftler bislang zwei Arten von Oberflächenstrukturen identifiziert: Canyons und Einschlagskrater. Sämtliche Oberflächenmerkmale auf Oberon wurden nach männlichen Figuren und Orten aus Werken von William Shakespeare benannt.

#### Chasmata
Die Oberfläche von Oberon wird durch ein System von Canyons durchschnitten, die Chasma (Mehrzahl Chasmata) genannt werden. Sie zeigen sich weniger weit gefächert als die Chasmata auf Titania. Die Wände dieser Canyons stellen möglicherweise Terrainstufen dar, die durch Verwerfungen entstanden sind. Sie können älteren oder jüngeren Datums sein, je nachdem, ob sie die bereits vorhandenen Krater schneiden oder von ihnen geschnitten werden.
Der bekannteste und bisher einzige benannte Canyon ist Mommur Chasma, der eine Länge von 537 km aufweist. Er wurde womöglich durch eine Ausdehnung von Oberons Innerem in dessen Frühgeschichte geformt, als die Eiskruste durch diese Expansion aufbrach. Dieser Canyon ist ein Beispiel eines Grabens oder einer Terrainstufe, der durch Verwerfungen entstanden ist. Die Gazetteer of Planetary Nomenclature der IAU gibt an, dass Mommur Chasma nach der Waldheimat von Oberon in Shakespeares Sommernachtstraum benannt sei, doch diese wird in dem Stück gar nicht erwähnt; stattdessen erscheint sie im französischen Epos Huon von Bordeaux.
| Name          | Länge (km) | Koordinaten                       | Namensherkunft                                      |
| ------------- | ---------- | --------------------------------- | --------------------------------------------------- |
| Mommur Chasma | 537,0      | 16°18′S 323°30′E / 16.3°S 323.5°E | Mommur, Waldheimat von Oberon in Huon von Bordeaux. |

#### Kratergelände
Oberon weist die am stärksten verkraterte Oberfläche aller großen Uranusmonde auf. Die Kraterdichte ist nahe an der Sättigung; das bedeutet, dass neuere Krater nur durch die Zerstörung älterer Krater entstehen können und die Anzahl der Krater dadurch nahezu konstant bleibt. Die hohe Anzahl der Krater lässt vermuten, dass Oberon die älteste Oberfläche aller großen Uranusmonde besitzt. Die Krater erreichen einen Durchmesser von bis zu 206 km für den größten Krater Hamlet. Viele große Krater sind von hellen Impaktablagerungen und Strahlensystemen umgeben, die aus relativ frischem Eis zusammengesetzt sind. Die größten Krater Hamlet, Othello und MacBeth besitzen sehr dunkle Kraterböden, die nach ihrer Entstehung mit dunklem Material angereichert wurden.
Mehrere Bilder zeigen am Horizont einen Berg, der sich 6 Kilometer (nach anderen Angaben 11 km) über seine Umgebung erhebt. Es handelt sich hierbei womöglich um einen Zentralberg eines großen Einschlagbeckens von 345 km Durchmesser. Der Berg ist auf den meisten Bildern am linken unteren Rand von Oberon auszumachen.
| Name       | Durchmesser (km) | Koordinaten                       | Namensherkunft                                                 |
| ---------- | ---------------- | --------------------------------- | -------------------------------------------------------------- |
| Hamlet     | 206,0            | 46°06′S 44°24′E / 46,1°S 44,4°E   | Hamlet, Prinz von Dänemark in Hamlet                           |
| MacBeth    | 203,0            | 58°24′S 112°30′E / 58,4°S 112,5°E | Macbeth, Heerführer von Schottland in Macbeth                  |
| Romeo      | 159,0            | 28°42′S 89°24′E / 28,7°S 89,4°E   | Romeo, Sohn der Gräfin Montague in Romeo und Julia             |
| Lear       | 126,0            | 5°24′S 31°30′E / 5,4°S 31,5°E     | Lear, König von Britannien in König Lear                       |
| Falstaff   | 124,0            | 22°06′S 19°00′E / 22,1°S 19,0°E   | Falstaff, aus Heinrich IV. und Die lustigen Weiber von Windsor |
| Coriolanus | 120,0            | 11°24′S 345°12′E / 11,4°S 345,2°E | Cajus Marcius Coriolanus, edler Römer aus Coriolanus           |
| Othello    | 114,0            | 66°00′S 42°54′E / 66,0°S 42,9°E   | Othello, der Mohr aus Othello, der Mohr von Venedig            |
| Caesar     | 76,0             | 26°36′S 61°06′E / 26,6°S 61,1°E   | Gaius Iulius Caesar, römischer Staatsmann aus Julius Cäsar     |
| Antony     | 47,0             | 27°30′S 65°24′E / 27,5°S 65,4°E   | Marcus Antonius, aus Antonius und Cleopatra und Julius Cäsar   |

Die Geologie der Oberfläche wurde durch zwei miteinander konkurrierende Kräfte beeinflusst: Formung durch Impakte und endogene Oberflächenerneuerung. Die Erstere fand über den ganzen Zeitraum der Geschichte des Mondes statt und ist hauptsächlich für die heutige Erscheinung der Oberfläche verantwortlich, während die Letzteren Prozesse ebenfalls globalen Einfluss hatte, sich jedoch nur zu einem gewissen Zeitpunkt nach der Bildung von Oberon vollzog. Diese endogenen Prozesse sind hauptsächlich tektonischer Natur und verursachten die Bildung der Chasmata, die riesige Brüche in der Eiskruste des Mondes sind, die durch eine globale Expansion von ungefähr 0,5 % entstanden und Teile der älteren Oberfläche erneuerten.
Der Ursprung und die Zusammensetzung der dunklen Flecken, die vorwiegend auf der führenden Hemisphäre und auf Kraterböden vorkommen, ist nicht bekannt. Die Hypothesen reichen von Kryovulkanismus bis zur Freisetzung von dunklem Material durch Impakte, das unter einer noch dünneren Eiskruste angelagert war. In diesem Fall müsste Oberon mindestens teilweise differenziert sein, mit einer dünnen Eiskruste auf einer dunklen Nicht-Eis-Komponente.

## Entstehung
Oberon wurde wahrscheinlich durch eine Akkretionsscheibe geformt oder durch einen Unternebel, der sich möglicherweise um Uranus während dessen Entstehungszeit befand oder sich nach dem (noch theoretischen) Einschlag bildete, der den Planeten auf die Seite kippen ließ. Die genaue Zusammensetzung dieses Unternebels ist nicht bekannt, doch weisen die höheren Dichten des Uranussystems im Vergleich zu den näher an der Sonne liegenden Saturnmonden auf eine relative Wasserarmut hin. Möglicherweise waren signifikante Anteile von Stickstoff (N2) und Kohlenstoff (C) in Form von Kohlenstoffmonoxid (CO) vorhanden sowie molekularer Stickstoff anstelle von Ammoniak (NH3) und Methan (CH4). Satelliten, die aus einem solchen Unternebel entstanden, sollten weniger Wassereis und CO und N2 als in Eis eingeschlossenes Gashydrat und mehr Gestein enthalten, was die höheren Dichten erklären würde.
Der Akkretionsprozess dauerte womöglich mehrere tausend Jahre, bis die Bildung von Oberon abgeschlossen war. Modelle zeigen, dass die Akkretion begleitende Einschläge eine Aufheizung der äußeren Hülle des Mondes mit einer Temperatur von etwa 230 K in eine Tiefe von bis zu 60 km verursachen dürften. Nach der Bildung kühlte diese äußere Schicht ab, während sich Oberons Inneres durch die Zersetzung radioaktiver Elemente im Gestein aufheizte. Die abkühlende Außenhülle kontrahierte, während das Innere expandierte. Dies verursachte starke Spannungen in der Kruste des Mondes, die zu Brüchen auf der Kruste und der Bildung der Canyons führten. Dieser Prozess, der etwa 200 Millionen Jahre andauerte, weist darauf hin, dass die endogene Bildung der Oberfläche schon vor Milliarden von Jahren abgeschlossen gewesen sein musste.
Die anfängliche Akkretionshitze und die darauf folgende Zersetzung radioaktiver Elemente führten möglicherweise zu einem Schmelzen von Wassereis, falls eine gefrierpunktsenkende Substanz wie ein Salz oder Ammoniak in Form von Ammoniumhydroxid vorhanden war. Dies müsste zu einer Separation von Eis und Gestein (Differenzierung) des Kerns geführt haben. In diesem Fall wäre eine Schicht flüssigen Wassers reich an aufgelöstem Ammoniak an der Grenze von Mantel und Kern entstanden. Die eutektische Temperatur dieser Mischung ist 176 K. Falls die Temperatur unter diesen Wert gefallen ist, müsste der vorhandene Ozean heute wahrscheinlich längst zugefroren sein. Dieses Zufrieren führte vermutlich zu der Ausdehnung des Inneren, die wohl verantwortlich für die Bildung der Chasmata war. Die Kenntnis der Entwicklung von Oberon ist gegenwärtig noch sehr begrenzt.

## Erforschung
Seit der Entdeckung 1787 durch William Herschel war 200 Jahre lang außer den Bahnparametern über Oberon nicht viel bekannt. Der Mond war zu klein und zu weit entfernt, um ihn mit erdgebundenen Teleskopen näher aufzulösen.
Am 20. Januar 1986 passierte die Voyager-2-Raumsonde Oberon in einer Entfernung von 470.600 km und konnte ihn dabei fotografieren und vermessen. Die Rotationsachse von Uranus und Oberon wiesen, als Folge der hohen Achsneigung des Planetensystems von 98°, zu diesem Zeitpunkt in Richtung Erde, so dass die Monde von Uranus nicht wie bisher bei Jupiter und Saturn auf der Äquatorebene einzeln angeflogen werden konnten, sondern sich deren Orbits wie eine Zielscheibe um den Planeten herum anordneten und der Planet quasi getroffen werden musste. Dies bedeutete, dass von Uranus und all dessen Monden nur jeweils die Südhemisphäre in Abständen von etwa zwei Tagen fotografiert werden konnte – die denkbar ungünstigste Position für einen Vorbeiflug. Zudem musste man sich für einen Mond entscheiden, da ein naher Vorbeiflug bei einem zwangsläufig große Abstände zu allen anderen bedingte.
Da man Voyager 2 weiter zu Neptun lenken wollte, war die Voraussetzung dafür ein naher Uranus-Vorbeiflug. Daraus ergab sich, dass nur der Mond Miranda nahe passiert werden konnte. Dadurch war die beste Auflösung der Fotos etwa 6 km; sie zeigen etwa 40 % der Oberfläche, wobei nur etwa 25 % mit der notwendigen Qualität für geologische Karten und Kraterzählung verwendet werden konnten.